# ロング・ラン
『ロング・ラン』（The Long Run）は、アメリカのロック・バンド、イーグルスが1979年に発表したアルバム。アルバムから「ハートエイク・トゥナイト」「ロング・ラン」「言いだせなくて」の3枚のシングルヒットを生み出した。

## 概要
前作『ホテル・カリフォルニア』が全世界で1200万枚近い大ヒットを記録し、文字通り世界的な人気を決定付けたイーグルスにとって、新しいアルバム作りは極めて困難だった。元々1978年に2枚組としてリリース予定だったが、レコーディング作業に難航し、1枚に縮小の上リリースは1年遅れた。
この作品は、ビル・シムジクがプロデュースを引き続き担当、ベーシストとして加入したティモシー・B・シュミットがイーグルスのアルバムに初参加、「言いだせなくて」はシュミットの作品である。アルバム全体の雰囲気として、かつてのイーグルスの爽快さは影を潜め、重苦しさが漂うものとなった。曲作りにおいても、アルバム全10曲のうち4曲がバンド外の人間との共作である。このアルバムからは「ハートエイク・トゥナイト」「ロング・ラン」「言い出せなくて」がシングルカットされてヒットを記録する。
アルバムのラストを飾る「サッド・カフェ」は、1977年に亡くなったバンドのマネージャーであるジョン・バーリックに捧げられている。しかし、曲全体を覆うたそがれた雰囲気とその歌詞から、グループ活動にピリオドを打つというニュアンスも感じられた。
ビルボード・チャートでも1位に輝いたほか、日本のオリコンチャートでも週間1位を獲得した。本作はイーグルス唯一のオリコンチャート1位獲得作品である。
このアルバムをリリース後、バンドは再びワールド・ツアーを敢行し、そのライブの模様を収めた『イーグルス・ライヴ』が1980年に発表された。1979年には再来日も果たしている。次のスタジオ・アルバムは2007年の『ロング・ロード・アウト・オブ・エデン』であり、『ロング・ラン』の発表から実に28年後の発表となった。

## 収録曲

### Side 1
1. ロング・ラン - The Long Run
2. 言いだせなくて - I Can't Tell You Why
3. イン・ザ・シティ - In the City
4. ディスコ・ストラングラー - The Disco Strangler
5. ハリウッドよ永遠に - King of Hollywood

### Side 2
1. ハートエイク・トゥナイト - Heartache Tonight
2. ゾーズ・シューズ - Those Shoes
3. ティーンエイジ・ジェイル - Teenage Jail
4. グリークスはフリークスお断り - The Greeks Don't Want No Freaks
5. サッド・カフェ - The Sad Café